# لعبت (فلم)
لعبت (بالإنجليزية: Played) هو فيلم جريمة أُنتج عام 2006، الفيلم من إنتاج كاسبار فون وينترفيلد ونيك سيمونيك وميك روسي ومن تنفيذ إنتاج جون دالي، وإنتاج مشترك بين نايجل ميد، ديفيد برين وليني بيتوندو، وكتابة شون ستانيك وميك روسي وإخراج شون ستانيك. شارك في بطولة الفيلم عدد من الممثلين فال كيلمر، غابريل بيرن، فيني جونز، باتريك بيرجن، جوان والي، برونو كيربي (في آخر أفلامه)، أنتوني لاباليا، روي دوتريس، باتسي كينسيت، آندي نيمان وميك روسي.
كان من المفترض أن يكون الفيلم قصيراً، وجرى تصويره دون استخدام سيناريو مكتوب، إذ سمح المخرج (شون ستانيك) للممثلين بارتجال معظم الحوارات أثناء تصوير المشاهد. صُوّرت مقاطع الفيلم في مواقع في لندن ولوس أنجلوس واستغرق إكماله ثلاث سنوات.

## القصة
تبدأ القصة في لوس أنجلوس عندما يتلقى «ديلون» (فال كيلمر) مكالمة هاتفية من «راي بيرنز» (ميك روسي) الذي تعرض لإطلاق نار ويحتاج مساعدة عاجلة. يعمل ديلون لصالح رجل عصابات يدعى «إيدي» (غابريل بيرن) وقد أرسل لمساعدة «راي» إذا أحتاجه. يتم تتبع «ديلون» وهو يقود سيارته إلى المنزل، وعند وصوله المنزل يجد «راي» وهو ينزف تقريبًا حتى الموت على الأريكة. يزيل «ديلون» كل الأدلة، ويغادر وهو يحمل «راي» إلى سيارته لكن ليس قبل أن يشعل النار في المنزل، مدمراً أي دليل على وجود راي. بينما يقود «ديلون» ومعه «راي» ينزف بعيدًا، يكافح «ديلون» لإبقاء «راي» واعيًا ويروي له قصة لقاء طريف مع ميكانيكي سيارات مكسيكي.
ثم تعود القصة إلى ثماني سنوات سابقة وتقدم «رايلي» (باتريك بيرجن) وهو يعجب ببعض الأعمال الفنية في معرض في لندن. يتلقى مكالمة على هاتفه الخلوي من المحقق الفاسد «برايس» (فيني جونز)، الذي يخبر «رايلي» بأن هناك شحنة من الهيروين قادمة، وأنه يريد من «رايلي» أن يجمع فريقًا ويسرقها له. يوافق «رايلي» على المهمة ويخبر «برايس» بأنه يعرف الرجل المناسب للقيام بذلك، وهو لص صغير يدعى «راي بيرنز». يوجه «رايلي» نظرة مهددة إلى موظف المعرض (كاسبار فون وينترفيلد) في إحدى اللحظات الطريفة للفيلم قبل أن يغادر للقاء «راي».
وبعد مناقشة تفاصيل المهمة، يوافق «راي» على القيام بها ويلتقي بفريقه، الذي يتكون من «ناثان» (شون باور) و«تيري رولينجز» (تريفور نوجنت) ابن زعيم العصابة الشهي «رجاك رولينجز» (روي دوترايس) وصديقه «تيري سيندي» (باتسي كينسيت).
في تخطي لالسرقة: سيصعد «ناثان» إلى السطح ليعمل كحارس، بينما يقتحم «راي» و«تيري» المستودع لسرقة الهيروين. لسوء الحظ، أثناء السرقة، يفقد «ناثان» توازنه ويسقط حتى وفاته، حيث اخترق زجاج السقف عند سقوطه وأثار انتباه الحراس. يتمكن «راي» و«تيري» من الهرب مع المخدرات، لكنهما يفقدان الاتصال ببعضهما.
بعد ذلك بوقت قصير، يتصل «برايس» بـ «رايلي» لإبلاغه بأن السرقة كانت فاشلة، وأن «ناثان» قد مات. لكي يحمي نفسه من الأتهام، يطلب من «رايلي» العثور على شخصاً يمكن تحميله الجريمة بدلاً منه، وطلب ذلك من «رايلي» فوراً، ثم يحاول «راي» الذي اختبأ للاتصال بـ «تيري» لكنه لا يحصل على رد. يتوجه إلى «رايلي» لمعرفة ما حدث. يخبر «رايلي» «راي» بأن «ناثان» مات وأن «سكوتلاند يارد» تبحث عنه، دون أن يذكر أن «تيري» قد سلم المخدرات وأن «برايس» هو المسؤول عن السرقة بأكملها. يقرر «راي» أنه بحاجة إلى الأختفاء لفترة ويحاول الأختباء، لكن قبل أن يتمكن من ذلك، تلقي الشرطة القبض عليه بناءً على بلاغ مجهول من «برايس». يُدان «راي» بالسرقة والقتل غير العمد لـ «ناثان»، ويحكم عليه بالسجن لمدة ثماني سنوات.
يقضي «راي» فترة سجنه دون تواصل مع العالم الخارجي إلا بقراءة الصحف، ويرفض حتى زيارة عشيقته وصديقته المقربة ماغي (جوان والي). يقرأ راي خبرا عن وفاة زميله تيري بجرعة زائدة من المخدرات، ويحزن لهذا الخبر، ثم يتعهد بالانتقام من «برايس» و«رايلي» عند خروجه من السجن.
أثناء قضاء «راي» لوقته في السجن، يواصل «رايلي» و«برايس» القيام بأفعالهم الفاسدة، وأخبر «برايس» «رايلي» أن لديه شريط فيديو يدين «لندن تشارلي» (ستيف جونز) وأن شريط الفيديو من الممكن أن يكون ذا قيمة مالية. يرسل «رايلي» إلى لوس أنجلوس لابتزاز «لندن تشارلي». يصل «رايلي» إلى لوس أنجلوس مع صديقته «سامانثا فاي» (سيلي بيرمنغهام) لجمع المال من «برايس». في هذه الأثناء، يخرج «راي» من السجن ويتصل به «لندن تشارلي»، الذي يدرك أن الطريقة الوحيدة للخروج من مأزقه هي القضاء على «رايلي»، ثم يعلم أن «راي» يَسْعَى للْانْتِقَام مِن مَنْ قَدْ أَدْخَلَه السِّجْن، لذا يدفع له 100,000 دولار للقدوم إلى لوس أنجلوس. حيث يعلم «برايس» بإطلاق سراح «راي» ويشعر بالشكوك حول ما قد يخطط له، يوجه مساعده «داني» (أندي نايمن) لمراقبته واكتشاف خططه. يواجه «داني» لـ «راي» في شارع مزدحم في لندن وتحتدم الأمور عندما يسخر «داني» من صديقة «راي» السابقة «ماغي»، التي لم يرها «راي» منذ دخوله السجن. يضرب «راي» لـ «داني» بالرأس، ويطلب منه أن يتركه وشأنه، ويبلغ «داني» «برايس» ما حدث بين «داني» و«راي»، الذي لا يزال يعتقد أن «راي» يخطط لأمر ما.
يتصل «جاك رولينجز»، والد «تيري»، ويدعوا «راي» بزيارته قريباً، يتحدث الاثنان مطولاً عن «تيري» ويعرب «راي» عن أسفه لموت «تيري»، ويتظاهر «جاك» بالتعاطف ويخبر «راي» بأنه يريد منه الذهاب خلف الشخص الذي نصب لهم هذه الفخاخ، وهو «رايلي»، ويعطيه اتصالاً في لوس أنجلوس، وهو «إيدي» الذي يمكنه مساعدته في المهمة. من المفترض أن يأخذ «راي» 100,000 دولار من «نادي جاك» من «بيغ فرانكي» (آدم فوجيرتي) ثم يسافر «راي» إلى لوس أنجلوس لمطاردة «رايلي».
عند وصوله، يتوجه «راي» مباشرة إلى منزل «لندن تشارلي» (الذي يتضح أنه المنزل الذي شوهد في بداية الفيلم) للقاء معه. يُخبر «راي» بأن هناك 100,000 دولار في حقيبة يجب أن يأخذها إلى «رايلي» ويستخدمها لاستعادة الشريط. بمجرد حصوله على الشريط، يجب على «راي» قتل «رايلي» وإعادة الشريط إلى «لندن تشارلي» ثم يغادر «راي» ويبدأ في تغطية آثاره عن طريق تسجيل دخوله في فندقين مختلفين. ثم يتصل بـ «إيدي» لطلب سيارة لاستخدامها في لوس أنجلوس، في تلك الليلة يستلم السيارة ويقابل «إيدي»، الذي ينتظره في المقعد الخلفي. يخبره «إيدي» أن هناك مسدسًا في صندوق القفازات وأنه لا يريد أن يتورط في أي من الأمور السيئة، يوافق «راي» بالطلب وينطلق في الليل.
في اليوم التالي، ينتظر «رايلي» للقاء «لندن تشارلي» ثم يتفاجأ «برايل» الذي يظهر عند بابه حاملًا حقيبة نقود. أخفى «راي» المسدس خارج الشقة لكي يكون نظيفًا عندما يتم تفتيشه من قبل «رايلي» ثم يجري الاثنان مناقشة حادة حول ما حدث قبل ثماني سنوات ويستخف «رايلي» بموت «تيري»، مما يثير غضب «راي». يعطي «راي» حقيبة النقود لـ «رايلي»، الذي يخبره بغضب أن المبلغ هو نصف ما اتفق هو و«لندن تشارلي» عليه، ويأمره بجلب الباقي إذا كان يريد الشريط، ويخرج «راي» من الشقة، ويستعيد مسدسه، ثم يعود إلى الداخل ويطالب بالشريط من «رايلي» تحت تهديد السلاح ويرفض «رايلي»، فيطلق «راي» عليه رصاصة في الصدر، ثم رصاصة في مؤخرة الرأس، مما يؤدي إلى قتل «راي» لـ «رايلي».
يبحث «راي» في شقة «رايلي» عن الشريط، لكنه يجد فقط مفتاحًا لغرفة في فندق قريب. يعود «راي» إلى فندقه الأول ليغسل دماء «رايلي» عن نفسه قبل أن يذهب لتفقد الفندق الآخر. في هذه الأثناء، تحقق الشرطة في حادثة إطلاق النار في شقة «رايلي» ويصل المحقق «آلن» (برونو كيربي) إلى مسرح الجريمة ويكتشف أن هناك رابطًا بفندق قريب - نفس الفندق الذي يتجه إليه «راي» أيضًا. يتم إرسال المحقق «بارتو» (مارك سيشيلياني) والضابط «كريس أندرس» (آرون غالاغر) للتحقيق. في الفندق، يجدون «سامانثا فاي»، التي تُفاجأ بظهورهم. عندما يخبرها الضباط بوجود حادثة ويحتاجون إلى اصطحابها إلى المركز للإجابة على بعض الأسئلة، توافق على مضض، ويصطحبها الضابط «أندرس»، ويترك المحقق «بارتو» لتفتيش الغرفة، ثم يصل «راي» بينما يغادرون، ويصطدم بـ «بارتو» عند محاولة «راي» دخوله الغرفة. يحاول «راي» الحفاظ على هدوئه، خاصة عندما يخبره «بارتو» أنه ضابط شرطة، ويسأل «بارتو» لـ «راي» عن كيفية معرفته لـ «رايلي»، ويجيب «راي» ببساطة أنهما التقيا مؤخرًا وأنهما كانا قد رتبا للقاء لشرب مشروب. ثم يوجه «يشك بارتو» سؤال لـ «راي» إذا كان لديه أي اعتراض على القدوم إلى المركز للاستجواب، حيث لا يملك «راي» خيارًا سوى الموافقة، ويغادران معًا إلي المركز، يتم استجواب «راي» و«سامانثا» لساعات طويلة من قبل المحقق «آلن» والمحقق «دراموند» (أنتوني لاباليا). الموقف كان متوتراً، ويجد كلاهما صعوبة في الحفاظ على الهدوء. ثم تم إطلاق سراحهما، لكن ليس قبل أن تُخبر «سامانثا» بوفاة «رايلي»، حيث يغادر الاثنان المركز في غضون ساعات قليلة ويذهب كلاً منهما في اتجاهات مختلفة،حيث ذهب «راي» لأخذ أغراضه من الفندق الثاني، و«سامانثا» لاستلامها الشريط والمسدس الذي تركه «رايلي» في صندوق الأمانات في وقت سابق من ذلك اليوم. ثم تتجه «سامانثا» إلى منزل «لندن تشارلي» لتسوية الأمور معه والانتقام لموت «رايلي». تطلق النار «سامانثا» على «لندن تشارلي» في مسبحه تمامًا عندما يصل «راي» ليقول وداعًا. ثم يحدث مواجهة مكسيكية بين «راي» و«سامانثا». يتم رمي الشريط الذي أصبح عديم الفائدة في المسبح، وتنسحب «سامانثا» ببطء من المنزل، تاركة «راي» ليعالج الفوضى. بينما يجلس «راي» ليفكر في خطوته التالية، لا يلاحظ تسلل «سامانثا» مرة أخرى إلى الداخل، التي تطلق النار على «راي» في ظهره ثم تتركه «سامانثا»، ويبقى راي في بركة من الدماء، لكنه ما زال على قيد الحياة، ثم يُعاد عرض المشهد من بداية الفيلم حيث يلتقط «راي» الهاتف للاتصال بـ «إدي» ويتصل بـ «ديلون»، الذي يأتي لتنظيف الفوضى.
أخيرًا، ينقل «ديلون» لـ «راي» إلى مكان آمن، ويدفع «راي» له ليتمكن من العودة إلى لندن، حيث يتعافى لعدة أيام برعاية «ماغي»، ويفكر «راي» بسرعة في ما يجب عليه فعله عندما يتلقى مكالمة هاتفية من «إدي»، يخبره فيها أن «جاك رولينجز» يريد رؤيته في الجراج في الحي الصيني الليلة. بعد أن يغلق «إدي» الخط، يتصل «برايس» «بإدي» ويخبره عن الاجتماع. يشعر «برايس» بالحيرة، لكنه متحمس لتصفية الحساب مع «راي» ويقوم «برايس» بالأتصال بـ «داني» ويخبره بضرورة متابعة «راي» إلى الاجتماع وقتله.
بينما يدور «داني» في شوارع لندن في محاولة للعثور على «راي»، يعثر على «ماغي» ويتبعها إلى شقتها. في هذه الأثناء، يزور «راي» «سيندي»، التي أنقذها من الشوارع قبل مغادرته إلى لوس أنجلوس وأعطاها مأوى أثناء محاولتها التعافي من إدمانها على المخدرات. يقتحم داني شقة «ماغي»، وبعد أن يعتدي عليها، يأخذ المال المتبقي لـ «راي» ويعود إلى مكانه، ثم يعود «راي»، ويأخذ «ماغي» ويتوجهان إلى شقة «داني»، ثم يقتحم «راي» ويجد «نيكي» (ميريديث أوستروم) ممسكة بحقيبة المال و«داني» مشغولًا بتعاطي المخدرات ويسمع «راي» أيضًا تسجيلًا على جهاز الرد الآلي لـ «داني لبرايس» يأمر «داني» بقتل «راي». وتكون المفاجأة أن يقتل «راي» لـ «داني»، ثم يأخذ الأشرطة من جهاز الرد الآلي وحقيبة المال، ثم يغادر هو و«ماغي» للتوجه إلى اللقاء في الحي الصيني.
يصل «برايس» إلى شقة «داني» بعد مغادرة «راي» هو و«ماغي» بقليل بعد أن اتصلت «نيكي» بالشرطة، ويجد «برايس» بإن «داني» ميتًا، ثم يلاحظ «برايس» أيضًا أن الأشرطة من الجهاز مفقودة وليس لديه خيار سوى الظهور في جراج السيارات للمواجهة الحتمية لمحاولة إيقاف «راي» و«ماغي».

## طاقم العمل
- فال كيلمر في دور ديلون
- غابريل بيرن في دور إدي
- ميك روسي في دور راي بيرنز
- باتريك بيرجن في دور رايلي
- جوان والي في دور ماغي
- روي دوترايس في دور جاك رولينغز
- فيني جونز في دور المحقق برايس
- باتسي كينسيت في دور باني/ سيندي
- أنتوني لاباليا في دور المحقق دراموند
- برونو كيربي في دور المحقق آلن
- آندي نيمان في دور داني
- سايل برمنغهام في دور سامانثا فاي
- ميريديث أوستروم في دور نيكي
- ستيف جونز في دور لندن تشارلي
- تريفور نوجنت في دور تيري رولينغز
- آرون غالاغر في دور الضابط كريس أندرس
- نيك سيمونيك في دور بويد
- آدم فوجيرتي في دور بيغ فرانكي
- نايجل ميد في دور كريس الماغوت
- لوكا بالانكا في دور ضابط الدورية غوميز
- شون باور في دور ناثان
- مارك سيشيلياني في دور المحقق بارتو

## التطوير
جاء فيلم لعبت نتيجة سلسلة من الظروف الغريبة. كان ميك روسي يعمل ككاتب في هوليوود في ذلك الوقت ولم يكن لديه أي حظ في بيع أو إنتاج نصوصه. كان يائسًا من وضع بعض أفكاره على الشاشة، ومع تعاون صديقه وشريكه شون ستانيك، بدأ الاثنان في تصوير فيلم قصير لكسر الجليد وعرض بعض مواهبهما. كان غابريل بيرن صديقًا مقربًا من روسي ووافق على التصوير مع صانعي الأفلام الشباب.
كما يصف روسي في مقابلة بعد صنع الفيلم:
| لعبت (فلم) | لقد كان دمًا وعرقًا ودموعًا. كنت دائمًا أكتب نصوصًا كمركبة لمحاولة الدخول الخلفي لنفسي كممثل، لأنك، كما تعلم، من الصعب جدًا على الممثل أن يحصل على عمل جيد بدون تمثيل جيد. إنه Catch-22. كنت قد فقدت التمويل لفيلم كتبته وعملت عليه لمدة عام تقريبًا، وسقط التمويل في اللحظة الأخيرة. كنت مكتئبًا جدًا ومحبطًا من الأشخاص الذين كنت أتعامل معهم، وأردت أن أفعل شيئًا يمكنني فيه حرفيًا التقاط كاميرا، وجمع مجموعة صغيرة من الأشخاص، والخروج والبدء في التصوير فورًا دون الحاجة لمطاردة أموال هوليوود. هكذا بدأ الأمر. في البداية، كنا سنصور فيلمًا قصيرًا مدته 15 دقيقة ونرى كيف ستسير الأمور بعد ذلك. أحد أفضل أصدقائي هو غابرييل بيرن وبمجرد أن قال غابرييل إنه سيشارك، أصبح من الأسهل بكثير على الممثلين الآخرين أن يقولوا نعم. نوعًا ما نمى الأمر من هناك، كان ذلك هو البداية. كان دائمًا حلمي أن أصنع شيئًا واقعيًا جدًا، نوعًا ما جريئًا جدًا، وأسلوب صناعة أفلام الروك 'ن' رول. استلهمت من الأفلام من السبعينيات، لأنني أحببت أفلامًا مثل The Panic in Needle Park، Dog Day Afternoon، Serpico، The Long Good Friday، وGet Carter. بمجرد أن وصلنا إلى نقاط معينة، كان مثلما علمنا أنه يجب علينا أن نمضي إلى النهاية. هكذا بدأ الأمر. | لعبت (فلم) |

## روابط خارجية
- Played  في قاعدة بيانات الأفلام على الإنترنت (بالإنجليزية)
- لعبت (فلم) في روتن توميتوز.